# Lauritz Broder Holm-Nielsen
Lauritz Broder Holm-Nielsen (Nordby, Fanø, 8. studenoga 1946.) je danski botaničar.
Godine 1971. je postao magistrom znanosti iz područja botanike, taksonomije i fitogeografije na sveučilištu u Aarhusu. Na istom je sveučilištu doktorirao, a od 2005. je godine rektor istog sveučilišta. Radio je na Katoličkom sveučilištu u Quitu, Ekvador, od 1979. do 1993. godine.
Radio je za Svjetsku banku, razrađujući strategije za obrazovanje, osiguravajući financije za projekte.
Klasificirao je biljke iz roda Passiflora. Pisao je radove o tropskim šumama, projekte ponovnog pošumljavanja ekvatorskih Anda domaćim vrstama, briofitima i inim vrstama.
U biologiji se rabi kratica Holm-Niels. kad se citira botaničko ime.
Nositelj je danskog odlikovanja Red Dannebroga.
Izbor iz djela:
- Haynes, R.R. & L.B. Holm-Nielsen. 2001. Potamogetonaceae. Flora Neotropica, Monogr:85, 1–52
- Haynes, R.R. & L.B. Holm-Nielsen. 1994. Alismataceae. Flora Neotropica, Monogr. 64, 1–112
- Haynes, R.R. & L.B. Holm-Nielsen. 1992. Limnocharitaceae. Flora Neotropica, Mgr. 56, 1–34
- Holm-Nielsen et al. 1989. Tropical Forests, Dynamics and Diversity. 394 str. Academic Press
- Holm-Nielsen et al. 1988. Passifloraceae – en Harling & Andersson, Flora de Ecuador 31, 130 str.
- Holm-Nielsen et al. 1987. Reforestación de los Andes Ecuatorianos con Especies Nativas. Quito, 118
- Holm-Nielsen, L.B. & R.R. Haynes. 1986. Alismatidae – en Harling & Sparre, Flora de Ecuador 26, 1–83
- Larsen, K. & L.B. Holm-Nielsen. 1979. Tropical Botany. Eds. 453 pp. Academic Press